# 御金蔵破り (映画)
『御金蔵破り』（ごきんぞうやぶり）は、1964年8月13日に公開された日本映画。主演・大川橋蔵、片岡千恵蔵、監督・石井輝男。東映京都撮影所製作、東映配給。
東映の歴史に於いては大きなエポックとなった「日本侠客伝シリーズ」の第一作『日本侠客伝』の併映作である。
1963年のフランス映画『地下室のメロディー』（アラン・ドロン・ジャン・ギャバン主演、アンリ・ヴェルヌイユ監督）の翻訳時代劇。このため大半のマスメディアから批判されたが、一部で時代劇にしてはモダンな異色作などと評された。

## あらすじ
江戸開府以来二百年、まだ誰も江戸城の御金蔵を破ったものはなかった。緋牡丹半次（大川橋蔵）は旗本ながら、権力に媚びなければならない侍稼業に嫌気が差し、今は盛り場で男を売る一匹狼。名うての土蔵破り・煙りの富蔵（片岡千恵蔵）は牢屋にぶち込まれた5年の間、江戸城内の御金蔵破りを夢見ていた。ひょんなことから若い緋牡丹半次（大川橋蔵）の気風に惚れ、計画の相棒に誘う。半次も権力を笠に着る人たちの度肝を抜いてやろうと富蔵の計画に乗る。両国横山町の玉屋といえば、江戸一番の花火師だが、その一人娘おこう（朝丘雪路）は大奥へ奉公に上がり、将軍のお手付きになって中臈にまで出世していた。おこうが役者遊びをしていることを知り、二人はおこうに目を付け、半次はおこうを茶屋に連れ込んで激しい情熱でおこうの女心を揺さぶる。おこうからお局への道順など全てを聞き出した。決行日は徳川家康の江戸開府の祝がある八月一日。この日は城内で花火大会があり、諸大名、旗本総登城のどさくさを狙う計画を練るが...。

## スタッフ
- 監督:石井輝男
- 原案:高岩肇
- 脚本:野上龍雄・石井輝男
- 企画:松平乗道・片桐譲
- 撮影:脇武夫
- 美術:塚本隆治
- 音楽:八木正生
- 録音:安田俊一
- 照明:前田光秋
- 編集:河合勝巳

## キャスト
- 半次:大川橋蔵
- 煙りの富蔵:片岡千恵蔵
- おこう:朝丘雪路
- 勘兵衛:丹波哲郎
- 神谷帯刀:杉浦直樹
- 弥太五郎:安部徹
- 嘉助:青木義朗
- 丑松:潮健児
- 梅吉:今井健二
- 紋太:待田京介
- 庄五郎:小田部通麿
- 竹造:伊沢一郎
- 林肥後守:堀正夫
- さよ:岸本教子
- 伝造:近江雄二郎
- 市川新五郎:坂口裕三郎
- 将軍:伏見扇太郎
- 老女:京町かおる
- 善右衛門:高松錦之助
- 吉兵衛:蓑和田良太
- 三右衛門:丘郁夫
- 番士:末広憲二郎

## 製作

### 企画
企画、及びタイトル命名は、1964年2月に東映東京撮影所（以下、東映東京）から、東映京都撮影所（以下、東映京都）所長として復帰した岡田茂。
岡田は時代劇に新風を吹き込む意味から、現代劇の監督を起用するというかねてからの腹案を実現させるため、東映東京所属の石井輝男を監督に起用した。石井は東映東京を本拠に置く人だが、岡田が石井を突然訪ねて来て、既にタイトルも決めていて、「橋蔵やッ！」などと、大川橋蔵主演作として、その場であちらこちら電話をかけ、主要スタッフやキャストも全部決めて、石井の意向も聞くまもなく、「オッケイや」と製作を決めた。岡田が新企画の生贄に度々白羽の矢を立てるのが石井であった。この時点で岡田から「『地下室のメロディー』を置き換えて作ってくれ」と指示があった。当時は大川橋蔵と朝丘雪路のゴシップが世の関心を集めており、橋蔵・千恵蔵の組み合わせに朝丘を絡めた。石井は時代劇も東映京都も初体験。「時代劇を特別やってみたいということはなかった」「時代劇に関しては、何も知りませんが、時代劇のキマリを無視した新しさのようなものが出せると思う」などと話した。当時の石井は"東映ギャングものの専門家"というイメージを持たれていたため、石井の時代劇という新生面を拓いたという意味でも本作には価値があった。
興行不振が続き、女性スキャンダルが週刊誌に書き立てられていた東映時代劇の看板スター・大川橋蔵の再生は岡田にとっても重大な任務であった。岡田は時代劇はもうダメだろうと考えていたが、大川博東映社長が「現代劇を軌道に乗せた岡田取締役が京都所長に復帰して、本格的に時代劇の復興に取り組む」などと発表したため、時代劇のヒット作を作らなければならない状況にあった。
岡田は東映京都を急速に自己の統制下に置きたいと企図し、東映京都の企画を全て自身の企画に切り換えたいと画策していた。本作の併映『日本侠客伝』も岡田企画で、1964年後半に至り、東映京都の改革にようやく光が見え始めていた。
岡田の東映京都就任後の時代劇のタイトルは全て岡田の命名。本作のタイトルについても是非論が出たため、岡田は「ご金蔵というのは江戸城の中にあって絶対に破られたことのないというのが一般常識になっている。その常識にショックを与えるのが狙いであるからずばりの題名でいいと思う」と説明した。

### キャスティング
アラン・ドロンが大川橋蔵、ジャン・ギャバンが片岡千恵蔵の設定。大奥の中臈に扮する朝丘雪路は当時、大川橋蔵と恋仲にあると噂され、一時は「結婚か？」と報道されていた。そのため、クランクインの日には報道陣が押し寄せ、カメラマンがズラリ整列した。

### 撮影
東映京都と石井輝男といえば、後年"石井輝男排斥運動"が興ったことで有名であるが、石井が東映京都で映画を撮るのは本作が初めてだった。石井は撮影にあたり、大川橋蔵がアフレコを遅れて来たり、大先輩の片岡千恵蔵に対して、少し失礼な態度をとっていたと記憶していると話している。

## 作品の評価

### 興行成績
橋蔵の主演映画はかつては興行収入ベストテンに毎年2、3本が入り、コンスタントに2億5000万から3億円を叩き出す東映のドル箱スターであったが、本作が公開された1964年頃から興行不振が目立ってきた。1964年の正月第二弾『人斬り笠』（併映『地獄命令』）、第二弾『風の武士』（併映『 図々しい奴』）、3月の『紫右京之介 逆一文字斬り』（併映『二匹の牝犬』）とも成績が悪く、橋蔵の極めつけ『新吾番外勝負』（併映『君たちがいて僕がいた』）ですら1億5000万に届かなかった。本作は橋蔵噂の人・朝丘雪路との共演という話題性や、併映『日本侠客伝』との釣り合いもとれて、1億5000万に届くヒットとなった。

### 批評家評
大川橋蔵を支援する南部僑一郎は「最近の君の仕事にはゲンナリしている。映画のもとになった『地下室のメロディー』のアラン・ドロンにしたって、汚れるのはわずかだけで、あとはリュウとしてる。江戸城大奥の御金蔵でも破ろうという青年なんだから、ただのヌスットとは違う。だいたい『御金蔵破り』というのは、富蔵、藤十郎という二人が御金蔵を破って四千両を持ち出し、うち二千両は持ち出したが残りの二千両は半蔵門の向こうへ残してしまったという。裁判記録にも残っているレッキとして歴史的事実なんだ。それを題材としたネタ本も、日本にはちゃんとあるというのに『地下室のメロディー』を翻案するというのはチエのない話ですよ。それは会社の責任かもしれないが、その主役を演ずる君が、ただ何となく会社のレールに乗っけられるだけ、というのではあまりに頼りない」などと批判した。
小菅春生(産経新聞) は「『地下室のメロディー』の焼き直しをこう真っ向からやられると、かえって御愛嬌で、千恵蔵・橋蔵の顔合わせもなかなか味があった。盗み出した千両箱をオワイ桶に入れて運び出し、途中でそれを奪おうとするヤクザ一味の裏をかくあたりに工夫も感じられた。ただ、残念ながら、警戒厳重な御用金から千両箱を盗み出すくだり、ラストでオワイ船が沈没するくだりは、やはり『地下室のメロディー』とは雲泥の差がある。石井輝男監督の不敵さへの期待も。焼き直しの、難しさを見るに留まった」などと評した。
『映画秘宝』は「石井輝男監督の時代劇ピカレスク『御金蔵破り』で、朝丘雪路は大奥の中臈に扮し、大川橋蔵演じる盗賊にたらしこまれるが、橋蔵を食ってしまうほどの貫禄を見せる。しかも帯をくるくる回され『あーれー』というベタ芝居のおまけ付き」と評した。

## エピソード
2006年12月に東京東池袋の新文芸坐で、「和田誠が『もう1度観たいのになかなかチャンスがない』と言っている日本映画」という特集上映が開催される際に、和田が本作と同じ石井監督の『親分を倒せ』との二本立て上映も希望したが、両作品ともDVDは発売されているのに、東映から『親分を倒せ』は原作が外国ものなので上映は出来ない、『御金蔵破り』はプリントがない、と回答されたという。

## 同時上映
- 『日本侠客伝』
  - 出演 - 高倉健・中村錦之助 (萬屋錦之介) 監督 - マキノ雅弘 脚本 - 笠原和夫、野上龍雄、村尾昭
  - 「日本侠客伝シリーズ」第一作